# Monocarpus sphaerocarpus
Monocarpus sphaerocarpus är en bladmossart som beskrevs av D.J.Carr. Monocarpus sphaerocarpus ingår i släktet Monocarpus och familjen Monocarpaceae. Inga underarter finns listade i Catalogue of Life.